# 조니 헤이스
존 ("조니") 조지프 헤이스(John ("Johnny") Joseph Hayes, 1886년 4월 10일 ~ 1965년 8월 25일)는 전 미국의 육상 선수로 아일랜드계 미국인 육상 클럽의 회원이면서 1908년 런던 올림픽 마라톤 금메달리스트이다. 그의 승리는 미국에서 장거리 달리기와 마라톤의 초기 성장에 공헌되었다.

## 초기 경력
뉴욕에서 아일랜드 이민 가족에게 태어난 헤이스는 올림픽 마라톤을 우승한 단 3명의 미국 선수들 중의 하나이다.
1905년 스포츠 용품 담담자의 조수로서 블루밍데일 브라더스 회사에 가입하였다. 밤에 그는 뉴욕에 있는 블루밍데일스 빌딩의 지붕에서 훈련하였다. 올림픽 승리로부터 귀국 후 담담자로 승진되었다.
헤이스는 세인트 바솔로뮤 육상 클럽을 위해 뛰면서 1906년 보스턴 마라톤에서 5위를 시작으로 자신의 육상 경력을 시작하였다. 이듬해 보스턴에서 3위를 하면서 향상시킨 그는 개회적 용커스 마라톤을 우승하였다. 1908년 보스턴 마라톤에서 토머스 모리시에 21초로 밀려 2위를 하면서 그해에 열린 런던 올림픽에 출전할 수 있었다.

## 1908년 하계 올림픽
1908년 하계 올림픽에 앞서 영국 올림픽 협회는 경주의 출발지를 윈저 성 앞으로, 화이트 시티 스타디움에서 왕실이 보이는 앞을 종점으로 하길 원했다. 그 결과로 대회에서 마라톤을 위해 뛰는 총 거리는 42.195km였다. 그 일은 국제 육상 경기 연맹이 마라톤 정식 길이로서 거리를 성문화하는 데 1921년까지 걸렸다. 이에 대비하여 경주는 보통 약 25 마일(40km)이었다.
경주에서 이탈리아의 도란도 피에트리는 경기장에 입성한 첫 선수였다. 그러나 피에트리는 잘못된 방향으로 돌려 쓰러지고, 의사들에 의하여 부축되어 경주 임원들에 의하여 결승선에서 원조를 받으면서 비틀거리고 3번 더 쓰러졌다.
피에트리의 심한 고통의 드라마에서 격차 해소하면서 응원하는 관중들은 2위의 헤이스가 경기장에 입성하면서 어렵게 그가 우승자로서 선언되는 것을 알아차렸다. 미국의 임원들이 피에트리가 원조를 받았다는 항의서를 쓰면서 피에트리는 실격당하였다. 공식 결과에 불구하고 피에트리는 알렉산드라 여왕이 자신에게 특별 황금 컵을 수여하면서 헤이스보다 더 많은 명성을 얻었다.
피에트리와 헤이스 간의 드라마적 올림픽 전투 후에 공익은 11월에 매디슨 스퀘어 가든에서 프로적 흥행인들에 의하여 결성된 매치 경주였다. 경주는 피에트리가 75 야드에 의하여 우승하였다. 두 번째 매치는 이듬해 3월 15일에 열렸으며 피에트리가 다시 우승하였다. 피에트리와 헤이스는 둘다 올림픽 이후에 프로로 전향되었고 위대한 명예를 얻었다.

## 말년
그는 1912년 미국 올림픽 팀을 위한 훈련자였다. 후에 그는 체육 교사가 되었고, 식품 중개인을 지냈다.
79세의 나이로 뉴저지주 잉글우드에서 사망하였다.

## 명예
뉴저지 주의 쇼어 육상 클럽은 자니 헤이스 콜렉션을 일생의 제3 채무자로서 보유하고 있다. 그의 런던 올림픽 금메달은 물론 여러 트로피 등을 포함하고 있다. 이 수집은 26 마일 385 야드의 근대 마라톤을 우승하는 데 첫 올림픽 금메달을 대표하고 있다.